# Ротье, Венсан
Венсан Ротье (фр. Vincent Rottiers; род. 17 июня 1986, Эври, Франция) — французский актёр.

## Биография
Венсан Ротье родился 17 июня 1985 года в Эври, департамент Эссонн во Франции. Его брат — актер Кевин Азаис. Дебютировал в кино 15-летним, снявшись в 2002 году в фильме «Дьяволы» режиссера Кристофа Ружии. С тех пор появился в кино, телефильмах и сериалах. 
Среди лучших ролей Венсана Ротье — в фильме «Пассажир» (реж. Эрик Каравака, 2005) и в фильме режиссеров Клода и Натана Миллеров «Я счастлив, что моя мать жива». За обе роли в этих фильмах актёр был номинирован на премию «Сезар» в категории «Самый многообещающий актер». 
В 2012 году Венсан Ротье снялся в биографическом фильме Жиля Бурдо про Огюста Ренуара «Ренуар. Последняя любовь», где сыграл сына выдающегося художника, будущего кинорежиссера Жана Ренуара. 
Ротье сыграл главные роли в фильмах «Остров сокровищ» и «Мир принадлежит нам». Среди других известных киноработ — роли в фильмах «Глюк», «Близкие враги», «Пена дней» и «Дипан». За роль в фильме «Дипан» актёр был в третий раз номинирован на премию «Сезар» в 2016 году, на этот раз как лучший актёр в роли второго плана.